# Josephine (musikalbum)
Josephine är ett studioalbum av Magnolia Electric Co., utgivet 2009 på skivbolaget Secretly Canadian.

## Låtlista
1. "O! Grace" – 3:27
2. "The Rock of Ages" – 2:42
3. "Josephine" – 3:22
4. "Shenandoah" – 4:36
5. "Whip-poor-will" – 4:12
6. "Song for Willie" – 2:20
7. "Hope Dies Last" – 3:15
8. "The Handing Down" – 3:32
9. "Map of the Falling Sky" – 3:41
10. "Little Sad Eyes" – 4:13
11. "Heartbreak at Ten Paces" – 2:02
12. "Knoxville Girl" – 3:50
13. "Shiloh" – 4:10
14. "An Arrow in the Gale" – 1:20